# Мацудаира Хиротада
Мацудаира Хиротада (јап. 松平 広忠,1526-1549) је био јапански даимјо током периода Сенгоку (1467-1600). У историји је углавном запамћен као отац Токугава Ијејасуа, првог шогуна династије Токугава (1600-1868).

## Биографија

### Савез са кланом Имагава
Хиротада је већ са десет година остао сироче, пошто су његовог оца Кијојасу-а 1536. убили сопствени вазали. У то време клан Мацудаира је држао замкове Анџо и Оказаки у западном делу провинције Микава и често је био у рату са својим суседима. Хиротадин најопаснији непријатељ био је Ода Нобухиде, амбициозни војсковођа из суседне провинције Овари, чији су се поседи граничили са поседима клана Мацудаира са запада. Један од најбољих начина да сачувају будућност куће Матсудаира био је да траже савез са моћним суседом. На другој страни Микаве се налазила пространа територија моћног Имагава Јошимота (1519–60), који је владао већим делом провинције Микава, као и источним провинцијама Тотоми и Суруга, и он је позитивно одговорио на молбу Абе Садајошија за помоћ.

### Рат са кланом Ода
Клан Мацудаира је добио савезника, а Хиротада се 1541. оженио ћерком свог бившег непријатеља Мизуно Тадамасе, господара замка Карија у Микави. Следеће године његова жена је родила њихово прво дете, сина Такечија, будућег Токугава Ијејасуа, у Хиротадином главном замку, Оказакију. У међувремену је клан Мацудаира био у великој мери умешан у ратове у служби Имагава Јошимотоа, који је очекивао војну службу за своју подршку. Четири месеца пре него што је Ијејасу рођен Хиротада се борио против Ода Нобухидеа у првој бици код Азукизаке (1542). Као одмазду, Ода Нобухиде је напао Хиротадин замак Уено само два дана пре него што је 17-годишњи Хиротада постао отац будућег шогуна. Под снажним нападима клана Ода, клан Мацудаира трпео је пораз за поразом, а савезници су почели да их напуштају. Прво је Хиротадин стриц, Мацудаира Нобутака, прешао на страну Ода Нобухидеа. То је дало Нобухидеу самопоуздање да нападне Оказаки 1543. Тада је Хиротадин таст умро, а његов наследник Мизуно Нобутомо поново се окренуо против Мацудаира и пришао Ода Нобухидеу. Пошто је породица његове жене сада била против њега, Хиротада се осећао обавезним да се разведе од ње и пошаље је назад породици њених предака, тако да је одведена од свог малог сина када је он имао само годину дана. Хиротада је убрзо узео другу жену која ће му на крају родити још деце, али млади Такечијо је сада изгубио мајку.

### Такечијо (Ијејасу) као талац
Није прошло много времена пре него што је Ода Нобухиде извршио још један напад на Оказаки, за који је сматрао да је слабији као резултат конфузије у породици Мацудаира. Вероватно је био у праву, јер је Хиротада био принуђен да се окрене свом савезнику Имагава Јошимотоу за даљу војну интервенцију. То је добровољно дато, али су сада постојали строги услови, један од којих је био да дете Такечијо треба да буде предато Имагави као талац за верност, што није била неуобичајена пракса у то време.
Стари вазали Мацудаира су се осећали увређени због тог захтева и Хиротаду је болело што је морао да испрати свог јединог сина, али није имао другог избора осим да пристане. Тако је Такечијо 1546. кренуо у Имагавин замак Сумпу (савремени град Шизуока) под наоружаном пратњом, али су, док су још прелазили провинцију Микава, њихову групу пресрели људи Ода Нобухидеа, киднаповали Такечија и одвели га у Овари. Уследила је неизбежна порука: да ће Такечијо бити убијен ако Хиротада не преда замак Оказаки. Ода Нобухиде није очекивао одговор који је добио од Мацудаира Хиротаде: да слободно убије Такечија пошто је ионако послат као талац Имагави и да његов недолазак није била кривица породице Мацудаира. Њихов савез са Имагавом би чак могао бити ојачан Такечијовом смрћу јер би Имагава схватио да је Хиротада спреман да жртвује свог јединог сина. Блеф или не, овај пркосан одговор довео је до тога да Такечијо, који је држан као талац Ода наредне три године, није претрпео никакву штету. Његова мајка, која се до тада преудала за једног од Нобухидеових вазала, није била далеко, и иако јој није било дозвољено да види сина, могла је да остане у контакту са њим.

### Последње битке и смрт
У међувремену, Мацудаира Хиротада је наставио да се бори за себе и за циљ Имагаве. Он и Ода Нобухиде су се сукобили код замка Анџо, а онда је Хиротада преживео покушај атентата. Коначно, после још једне битке код Азукизаке 1549. где је Хиротада победио Ода Нобухидеа, оба ова огорчена ривала су умрла од болести за кратко време једно од другог.